# Centro Cultural El Prohibido
El Centro Cultural El Prohibido es un centro cultural dedicado al apoyo y difusión de todas las manifestaciones culturales alternativas en sus diferentes géneros de expresión: música, teatro, pintura, escultura y video arte. El museo abrió sus puertas en 1996 ante la necesidad del artista Eduardo Moscoso de poder expresar libremente sus obras; ya que en ese entonces la sociedad cuencana se caracterizaba por su carácter conservador. 
En sus inicios, se atentaba constantemente contra el autor cuando publicaba una nueva obra; por esta razón, Eduardo Moscoso decide no exponer sus obras de arte en los distintos museos de la ciudad y es ahí cuando inició la idea de conseguir un lugar en donde tenga la libertad de exponer su arte sin problema alguno al ser catalogadas por la sociedad como prohibidas. Entre sus manifestaciones más conocidas están: la sexualidad, la muerte, los fetichismos, entre otros temas controversiales que la gente en su totalidad no está dispuesta a aceptar. En la actualidad sus obras han logrado mayor aceptación en la ciudad, lo que ha dado paso a que nuevos artistas se identifiquen con su arte. Eduardo busca generar reflexión utilizando lo “prohibido” para así impulsar una sociedad de pensamiento más abierto, erradicando todo tipo de crítica a lo diferente.

## Breve Historia
El Centro Cultural nace en el mes de febrero de 1996, como galería del artista Eduardo Moscoso, con la intención de exponer manifestaciones artísticas de carácter alternativo, tratando temas considerados controversiales tales como la sexualidad, la muerte, la religión, entre otros.
La edificación del museo es de adobe, bahareque y techo de teja, y tiene alrededor de 200 años. Funcionó como hotel y posteriormente se convirtió en una casa familiar que fue mantenida y restaurada por los actuales dueños en conjunto con algunas familias que vivían ahí, hasta que algunos años después fue convertida en un museo.
La idea que da comienzo a la creación de la galería se dio tras años de lucha por parte del artista para poder exponer sus obras en los diferentes museos de la ciudad siendo rechazado debido al contenido de carácter explícito en su trabajo.
Dentro de la cultura local no se acostumbraba a ver esta clase de expresión artística lo que llevó a la existencia de marginación durante muchos años e incluso miedo este tipo de expresiones artísticas que eran robadas o destruidas. En la actualidad es principalmente usado como museo para la exposición de las obras de Eduardo así como las de sus hijos y de terceros. En el año (2016) en su local se empezó a trabajar con artistas nacionales e internacionales, en sus distintas expresiones tales como: artes escénicas, artes visuales, artes musicales y artes audiovisuales.

## Artista
Eduardo Moscoso nació el 29 de julio de 1964 en Pananza en la provincia de Morona Santiago en el oriente ecuatoriano. Moscoso siguió sus estudios básicos en el Colegio General Plaza de Macas. En su adolescencia se estableció en Cuenca a los 16 años para realizar sus estudios superiores. Se matriculó en la Escuela de Artes Remigio Crespo Toral en la Universidad de Cuenca, donde estudió 5 años. Posteriormente el artista ejerció como docente de escultura y a su vez se dedicó a realizar exposiciones de manera colectiva e individual en su ciudad de residencia. A pesar de que culminó su carrera, nunca retiró su título, pues considera que no entró con la finalidad de obtener un título, sino para aprender y vivir del arte.
El artista se ha dedicado al arte desde una temprana edad, tomando cómo inspiración las culturas urbanas de la ciudad y las culturas ancestrales de su lugar de origen. Moscoso, durante su juventud, recorrió algunos países latinoamericanos y europeos como Colombia, Venezuela, España, Luxemburgo y Bélgica. Aquellos viajes fueron realizados con el fin de exhibir y apoyar su arte alternativo, aprendiendo de otros artistas extranjeros y otros medios culturales en diferentes exposiciones.
Moscoso define a la cultura subterránea como una cultura de pocos, gusto por la belleza no general. 
El artista se define pagano, libre de pensamiento, no se considera parte de ninguna religión. 
Eduardo es el principal fundador del Prohibido Centro Cultural junto con su esposa Martha Íñiguez. Sus hijos Franco y Kiap Moscoso también aportan con sus conocimientos artísticos para el museo, sin embargo, Eduardo es el autor principal de la mayoría de pinturas y esculturas del lugar. El artista crea sus obras con el fin de representar los miedos, angustias y los pensamientos más profundos de la sociedad tradicional y conservadora que posee la ciudad en la cual reside.  

## Servicios
El museo ofrece una sala para presentaciones artísticas. También se encuentra una galería permanente abierta para aquellos que deseen expresar su arte prohibido, junto con las obras de Eduardo y de sus Hijos Franco y Kiap. Dentro del museo, el hijo menor de Eduardo, Kiap, brinda el servicio de tatuajes.

## Obras

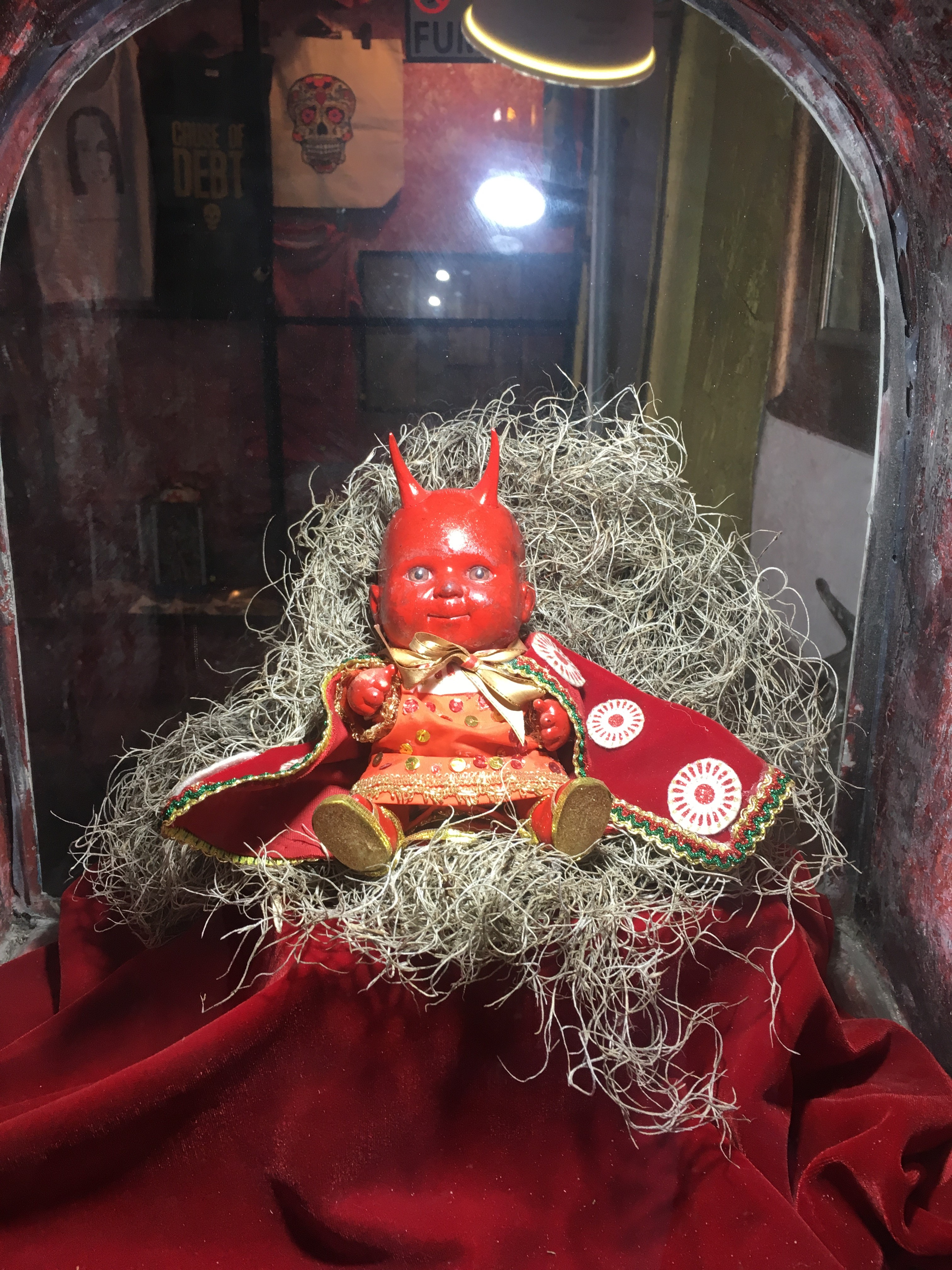
Divino Diablito

Las obras están trabajadas en una mezcla total de materiales; desde resina, vidrios, huesos humanos, madera, carboncillo, acrílicos entre otros. Los marcos de las obras cuentan también con detalles relacionados con la obra que enmarcan.
Los osarios o acumulaciones de cadáveres son parte de los detalles de la estructura del edificio del museo. Todos tallados a mano o esculpidos con resina por el artista.
- Muerte Santa y Virgen: Tomada de la tradición Mexicana, que está presente en la mayoría de los pueblos a lo largo del mundo. En esta obra se representa a “La Santa Muerte” que siempre será virgen, por ser la primera vez, para los que desconocen que se vive varias veces.
- Cristo Abandonando la Cruz: El artista representa a un Cristo humanizado y torturado por la ignorancia humana, expresando que eso es lo que lo lleva a “escaparse” de su cruz.
- Tome Chichita Sr IWIA: Esta pintura refleja los orígenes del artista. Se basa en rescatar la tradición oral de la Tribu Shuar que se encuentra en la Amazonía Ecuatoriana. La obra presenta la historia del encuentro del “reptiliano” IWIA y la Shuar “Shirma”, que, a pesar de parecer un encuentro que podría ser hostil, se contrasta con la bondad o trampa de la mujer shuar brindando chicha, una bebida tradicional shuar elaborado con yuca masticada.
- Shirma Mashando en Abundancia: La obra a punta de lápiz que representa a una Shirma (mujer en Shuar) descansando y posando sobre su abundancia natural de la cual ella misma es parte.
- Olvido, Pies de Mártir: Representa la soledad. Esta obra pintada con acrílico demuestra que a pesar de tener muchos allegados, pocos quedan alrededor en las peores circunstancias de la vida.
- Shirma Guerrera: Eduardo Moscoso toma eventos de la tradición oral de los pueblos de la amazonía. En esta obra el autor defiende a su pueblo de una posible invasión.
- Shirma Distribuyendo Recursos: Se observa una escena mágica de una mujer Shuar portando recursos para compartirlos con quien los necesite. La obra es realizada con carboncillo en su totalidad.
- El Divino Diablito: Escultura creada para representar el icono del Día de Muertos dentro de la cultura de los diferentes. El 2 de noviembre el museo realiza una procesión al culminar el día en homenaje a los santos difuntos.
- Cementerio De Muñecas: Creado por Moscoso y el artista Manolo Salgado, este cementerio hace honor a los recuerdos de la infancia de aquellos que han querido aportar con el museo. Las muñecas donadas representan el fin de una etapa y cada una tiene una historia diferente.